# Cyprinodontiformes
Cyprinodontiformes, red uglavnom malenih slatkovodnih riba iz razreda zrakoperki (Actinopterygii). Poznate su po tome što mnoge žive na takvim mjestima gdje drugih riba nema, kao što su jako tople vode i loše kvalitete, te stoga nepogodne za život. Red se sastoji od deset porodica.

## Porodice
1. Porodica Anablepidae
2. Porodica Aplocheilidae
3. Porodica Cyprinodontidae
4. Porodica Fundulidae
5. Porodica Goodeidae
6. Porodica Nothobranchiidae
7. Porodica Poeciliidae
8. Porodica Profundulidae
9. Porodica Rivulidae
10. Porodica Valenciidae

## Vanjske poveznice
|  | Zajednički poslužitelj ima još gradiva o temi Cyprinodontiformes |
|  | Wikivrste imaju podatke o taksonu Cyprinodontiformes             |